# Ibema
Ibema là một đô thị thuộc bang Paraná, Brasil. Đô thị này có diện tích 145,442 km², dân số năm 2007 là 6124 người, mật độ 39,2 người/km².